# Julien Saraben
Julien Saraben est un illustrateur et peintre français né au Havre le 12 juillet 1892 et mort à Trélissac le 12 décembre 1979.

## Biographie
Julien Saraben est le fils de Joseph Saraben, peintre décorateur au Théâtre du Havre qui avait eu Georges Braque comme apprenti, et de Marie Juliette Deneulin, violoncelliste. Son frère, Georges Saraben, et son cousin, Marius Saraben, qui se formaient pour être peintres, ont été tués au cours de la Première Guerre mondiale. Son oncle, Louis-Alexis Saraben, peintre, a été l'élève de Charles Lhuillier à l'École des beaux arts du Havre.
Après des études à l'école des beaux-arts du Havre, il a obtenu une bourse de la ville pour continuer ses études à l'École des beaux-arts de Paris dans l'atelier de Raphaël Collin entre 1910 et 1913. Il est violoniste à l’orchestre du Théâtre Sarah Bernhardt pour augmenter ses revenus. Il a obtenu en 1913 le premier degré du professorat de dessin. Il est ensuite mobilisé et combat pendant la Première Guerre mondiale dans le 5e régiment du génie.
En 1919, au sortir de la guerre, il choisit de s'installer à Paris comme peintre décorateur. Il peint des décors pour l'Opéra, l'Opéra-Comique, les Folies Bergère et le Vaudeville-Lyrique. Il travaille dans l'atelier Deshayes. Entre 1920 et 1927 il a été professeur de dessin au collège de Soissons.
En 1925, il a obtenu son second degré de professeur de dessin. En 1927, il est nommé professeur de dessin au lycée de garçons de Périgueux. Ses qualités humaines le font nommer directeur de l'École municipale de dessin, en 1931. Il est nommé professeur de dessin à l'École normale en 1937. La même année, il est choisi comme conservateur du Musée du Périgord. Il en devient le directeur en 1942. C'est en 1958 qu'il a quitté le musée, l'École normale et le lycée.
Il s'est marié avec Gabrielle Saraben-Varailhon, originaire de Ribérac, autodidacte, qui a enseigné la peinture à l'école Sainte-Marthe de Périgueux.
Il a réalisé des peintures à l'huile, des aquarelles, des bois gravés, mais a surtout excellé dans le dessin et la gravure. Il a été illustrateur pour Les grands chemins sous la lune et Périgord, terre de légendes, publiés par l'éditeur Pierre Fanlac et Léon Bloy et le Périgord aux Éditions Floury. Il avait réalisé des peintures pour décorer un kiosque pour le stade du Val d'Atur,.
Il a exposé ses œuvres dans de nombreux salons à partir de 1923.

## Distinctions
- Officier de l'Instruction publique (1936)[5].